# Eupelmus terryi
Eupelmus terryi is een vliesvleugelig insect uit de familie Eupelmidae. De wetenschappelijke naam is voor het eerst geldig gepubliceerd in 1918 door Bridwell.